# Балко-Грузький
Балко-Грузький — хутір в Єгорлицькому районі Ростовської області.
Входить до складу Балко-Грузького сільського поселення.

## Географія
Хутір розташований на річці Грузькій (басейн Єї).

### Вулиці
- вул. Зарічна
- вул. Молодіжна
- вул. Паркова
- вул. Центральна
- вул. Шкільна

## Населення
884 особи (2010)